# Los ojos azules de Yonta
Udju Azul di Yonta/Los ojos azules de Yonta es una película portuguesa de 1992, la segunda de la directora de Guinea-Bisáu Flora Gomes.

## Sinopsis
Un triángulo de amor no correspondido: el joven estudiante Zé está enamorado de la bella Yonta, quien a su vez está enamorada de Vicente, un militante excompañero de su padre.

## Elenco
- Maysa Marta[3]
- Antonio Simao Mendes
- Jacquelina Camara
- Manuel Dias Sequeira
- Henrique Silva

## Producción
El gobierno de Guinea-Bissau ayudó en la producción, junto con el Instituto de Cine de Portugal, Vermedia Productions y la televisión portuguesa.
Udju Azul di Yonta examina las secuelas de la guerra de Independencia de Guinea-Bisáu, en la vida de quienes lucharon, así como en la vida de sus hijos, que son la esperanza del futuro.